# دوري الدرجة الثانية البيروي 1991
دوري الدرجة الثانية البيروفي 1991 (بالإسبانية: Segunda División Peruana 1991)‏ هو الموسم 39 من دوري الدرجة الثانية البيروفي ‏. كان عدد الأندية المشاركة فيه 18 فريق كرة قدم، وفاز فيه Lau Chun Students Club ‏.